# Lois Roden
Lois Irene Scott Roden (1 de agosto de 1916 - 10 de noviembre de 1986) fue presidenta de la Rama Davidiana de la Iglesia Adventista del Séptimo Día, un grupo cristiano apocalíptico fundado por su marido, Benjamin Roden. La secta se inició en Texas en 1955 como una secesión del movimiento Shepherd's Rod liderado por Victor T. Houteff, que era a su vez una secesión de la Iglesia Adventista del Séptimo Día.

## Trabajo
Contemporáneamente con el auge del Movimiento Feminista en la década de 1970 (y en correspondencia con las enseñanzas del Igualitarismo en muchas sectas adventistas), Roden afirmaba que las mujeres, al igual que los hombres, fueron hechas a imagen y semejanza de Dios, y que por lo tanto ocupan una posición de codominio con el hombre en todas las cosas. Ella creía que el Espíritu Santo es una entidad femenina. En 1977, un año antes de la muerte de Benjamin Roden, Lois dijo que había recibido una visión del Espíritu Santo, describiéndolo como "un ángel plateado, brillando en la noche". Era una representación femenina de este ángel.  Había estado estudiando Apocalipsis 18 y decía que este poderoso ángel iba a bajar a la tierra y ese fue mi entendimiento". Afirmó como prueba de sus ideas que la palabra hebrea para Espíritu (ruach) es femenina, y que los judíos consideran que el concepto de "Espíritu Santo" y la "Presencia Divina" ("shekhinah"...ambas son palabras "femeninas" en hebreo) son una misma cosa.
En 1979, junto con la publicación de muchos tratados relacionados, Roden comenzó a publicar una revista titulada Shekinah.  La revista exploraba los temas del aspecto femenino de la Divinidad y las mujeres en el ministerio de la Iglesia. La revista Shekinah contenía comentarios de Lois, así como reimpresiones de artículos de noticias y extractos de publicaciones de diversas fuentes cristianas, judías y de otros orígenes que abordaban el lugar de la mujer en el mundo de la religión. La revista recibió pequeños premios y elogios de grupos religiosos y particulares. Entre ellos, un Premio a la Excelencia de Excellence in Media Angel Awards, y otro de The Dove Foundation.[cita requerida]

## Muerte
Desde 1977 hasta la muerte de su marido Benjamin en 1978, fue copresidente de la Rama Davidiana de la Iglesia Adventista del Séptimo Día junto con él. Cuando Benjamin Roden murió, Lois permaneció como la única presidente legítima hasta su muerte por cáncer de mama en 1986. Al principio de su presidencia, su hijo, George Roden, desafió su liderazgo en una elección de líderes en 1979, y a finales de 1983, lo hizo Vernon Howell (desde 1990, conocido formalmente como David Koresh). Ambos aspirantes restaron partidarios a la congregación, asustando a otros por su confianza en la fuerza de las armas para promover sus objetivos. Algunos afirman que, antes de que Koresh desafiara su liderazgo, él y Roden (que entonces rondaba los setenta años) mantuvieron un romance que Koresh justificó afirmando que Dios le había elegido para engendrar un hijo con ella, que sería el Elegido.